# 八浜駅
八浜駅（はちはまえき）は、岡山県玉野市八浜町大崎にある西日本旅客鉄道（JR西日本）宇野線（宇野みなと線）の駅である。駅番号はJR-L13。

## 歴史
- 1910年（明治43年）6月12日：宇野線開通と同時に設置[1]。
  - 当時の所在地表示は岡山県児島郡八浜町大崎[要出典]であった。
- 1955年（昭和30年）2月1日：八浜町が玉野市に編入され、所在地表示が岡山県玉野市八浜町大崎[要出典]になる。
- 1960年（昭和35年）10月1日：宇野線電化完成。電車の運転開始。駅舎の改良工事開始。
- 1961年（昭和36年）
  - 4月：国道30号線開通。駅前広場の改良工事開始。
  - 8月21日：貨物の取り扱いを廃止[1]。
  - 9月1日：宇野線の単線自動化。
- 1970年（昭和45年）
  - 4月5日：宇野線CTC化完成。
  - 4月30日：宇野線の手小荷物運搬電車運転終了（茶屋町駅 - 宇野駅間の途中駅での荷物扱い廃止）。
  - 5月1日：荷物扱い廃止[2]。無人駅となり[3]、駅前の商店に簡易委託化[4]。
- 1987年（昭和62年）
  - 3月23日：当駅を含む岡山駅 - 宇野駅間に213系電車を使用した快速「備讃ライナー」の運転開始。
  - 4月1日：国鉄分割民営化により西日本旅客鉄道（JR西日本）に承継[1]。日本貨物鉄道が宇野線全線の第二種鉄道事業者となる。
- 1988年（昭和63年）4月10日：瀬戸大橋開通。本四備讃線が開業し快速「マリンライナー」などが運転開始。同時に岡山駅 - 宇野駅間の快速「備讃ライナー」、宇高連絡船やホバークラフトは廃止され高速艇のみ存続され、岡山行の直通列車は減少する。
- 2002年（平成14年）4月1日：日本貨物鉄道が「茶屋町駅 - 宇野駅間」の第二種鉄道事業廃止。自動券売機の稼動開始。
- 2016年（平成28年）3月：第3回瀬戸内国際芸術祭の出展作品（「JR宇野みなと線アートプロジェクト」）として、駅舎の塗装がエステル・ストッカー（ドイツ語版）（イタリアの画家）がデザインしたものに変わる[5]。
- 2019年（平成31年）3月16日：始発列車より茶屋町駅 - 宇野駅間でも「ICOCA」などの全国相互利用対象のIC乗車カードが利用できるようになり、全線がIC乗車カード「ICOCA」のエリアとなっている。よって、当駅も簡易型ICカード改札が設置された。

## 駅構造

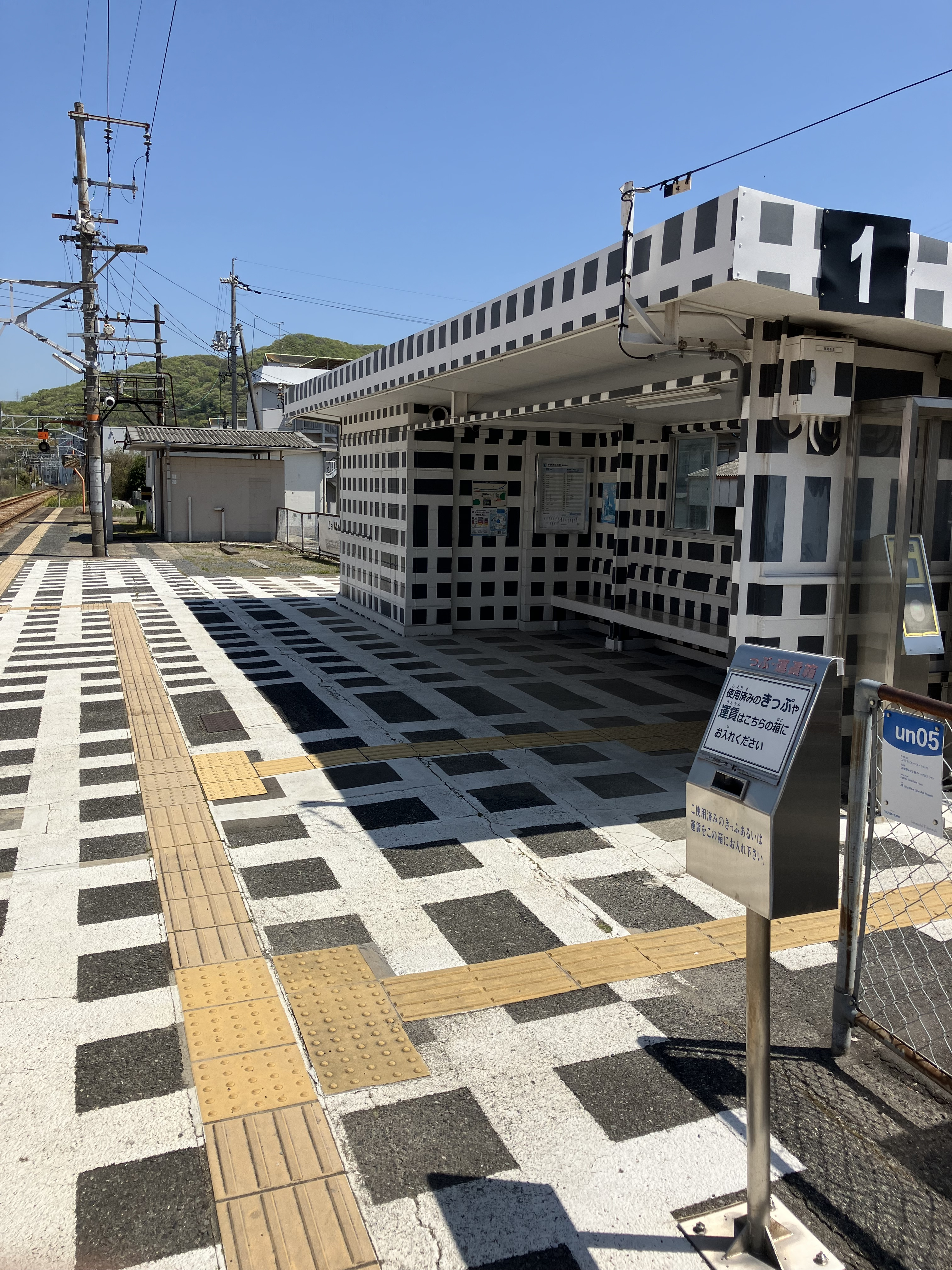
1番のりばの待合室（2024年4月）

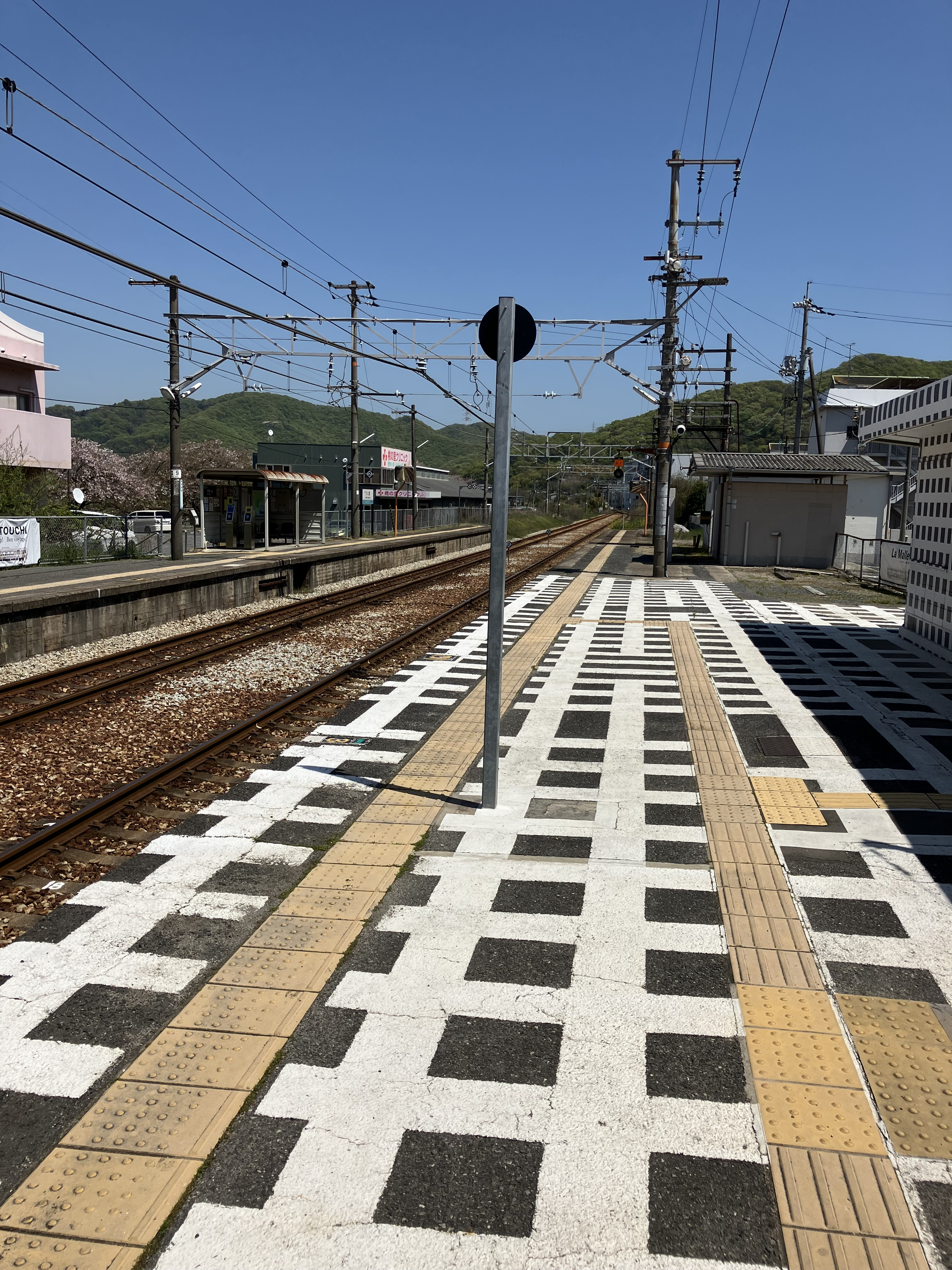
ホーム（2024年4月）

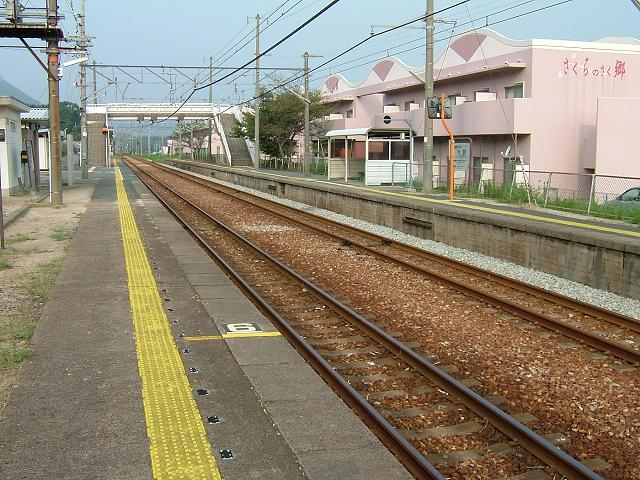
アート化前のホーム
（2005年9月）

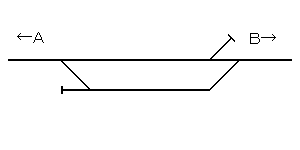
構内配線図　A:岡山　B:宇野（上方向が北側）

相対式ホーム2面2線を持ち、交換設備を有する地上駅。駅舎といえるものはなく、直接ホームに入る形になっている。出入口は両ホームの中央付近に1か所ずつあり（表口は上りホーム側）、上下ホームは陸橋で結ばれている。下り線側が一線スルーの線路配置で安全側線あり。瀬戸大橋開通以前は通過列車の関係で発着番線はまちまちであったが、現在は上下線ごとにホームを分けている。
児島駅管理の無人駅でトイレは上りホーム側にあり、男女兼用の水洗式。

### のりば
| のりば | 路線         | 方向 | 行先             |
| ------ | ------------ | ---- | ---------------- |
| 1      | 宇野みなと線 | 上り | 茶屋町・岡山方面 |
| 2      | 宇野みなと線 | 下り | 宇野方面         |

- 上記の路線名は旅客案内上の呼称（愛称）で表記している。なお、のりば番号標は一時期無かったが、後にホーム上の待合所に付けられている。

### 往年の名残
- 現在は普通列車のみの運転となっているが、宇高連絡船が現役であった頃には優等列車や四国への貨物列車が運転されていた名残で線路有効長が長く、また下り線側が1線スルーの線路配置になっており、列車交換や通過列車待避のために両方向に出発信号機がある。
- 有人駅時代の駅舎の跡地や、1970年（昭和45年）まで貨物扱いをしていた名残の引込線跡分岐器も上りホーム岡山側に残っている。

## 利用状況
1日の平均乗車人員は以下の通りである。
| 乗車人員推移 | 乗車人員推移 |
| 年度         | 1日平均人数  |
| ------------ | ------------ |
| 1999         | 545          |
| 2000         | 537          |
| 2001         | 500          |
| 2002         | 453          |
| 2003         | 454          |
| 2004         | 423          |
| 2005         | 451          |
| 2006         | 451          |
| 2007         | 449          |
| 2008         | 418          |
| 2009         | 407          |
| 2010         | 436          |
| 2011         | 457          |
| 2012         | 439          |
| 2013         | 429          |
| 2014         | 394          |
| 2015         | 427          |
| 2016         | 437          |
| 2017         | 434          |
| 2018         | 435          |
| 2019         | 419          |
| 2020         | 406          |
| 2021         | 398          |

## 駅周辺
- 岡山県立玉野光南高等学校
- 玉野市立大崎小学校
- トンボ 玉野本社工場（登記上の本店所在地）
- 岡山県児島湖流域下水道浄化センター
- 岡山県道405号山田槌ヶ原線
- 硯井天満宮

※駅前にはバス・タクシー乗り場、駐車場、駐輪場、公衆電話がある。

### バス路線
八浜駅前バス停留所
- 玉野市コミュニティーバスシーバス小型シーバス線

## 隣の駅
西日本旅客鉄道（JR西日本）
 宇野みなと線（宇野線）
常山駅 (JR-L12) - 八浜駅 (JR-L13) - 備前田井駅 (JR-L14)